# Eugénie Musayidire
Eugénie Musayidire (* 25. Dezember 1952 in Ruanda) ist eine ruandische Menschenrechtlerin und Autorin. Im Jahr 2007 wurde sie mit dem Internationalen Nürnberger Menschenrechtspreis geehrt.

## Leben
Eugénie Musayidire wuchs als Angehörige der Tutsi-Minderheit in Ruanda auf und floh 1973 wegen einer bevorstehenden Verhaftung aus ihrer Heimat. Zunächst studierte sie im Nachbarland Burundi an der Universität von Burundi Wirtschafts- und Sozialwissenschaften. Im Jahr 1977 stellte sie erfolgreich einen Antrag auf politisches Asyl in Deutschland und absolvierte eine Ausbildung zur pharmazeutisch-technischen Assistentin. Mit ihrer neu gegründeten Familie lebte sie zunächst in Siegburg und arbeitete im Referat Migrations- und Ausländerarbeit des dortigen Evangelischen Kirchenkreises, später war sie in Bonn beim Evangelischen Entwicklungsdienst tätig.
Während des Völkermordes in Ruanda wurden 1994 ihre Mutter, ihr Bruder sowie zahlreiche Verwandte, Freunde und Bekannte ermordet. Ein Bekannter brachte ihr einen Stein ihres völlig zerstörten Elternhauses. Dieser Stein war gemeint, als sie ihrem 1999 veröffentlichten Buch, in welchem sie ihre Trauer und Verzweiflung verarbeitete, den Titel "Mein Stein spricht: ..." gab.
Eugénie Musayidire setzt sich in beispielhafter Weise für die Aussöhnung zwischen den verfeindeten Volksgruppen der Hutu und Tutsi in Ruanda ein. Nach ihrer Flucht besuchte sie im Jahr 2001 erstmals wieder ihr Heimatland. Im selben Jahr gründete sie in Deutschland den Verein „Hoffnung in Ruanda e. V.“ Mit Unterstützung des Evangelischen Entwicklungsdienstes errichtete sie im Jahr 2003 in der ruandischen Stadt Nyanza das Jugendbegegnungs- und Therapiezentrum IZERE, wo Kinder und Jugendliche, die unter den Folgen des Genozids litten, betreut wurden und gezielte Hilfestellung und therapeutische Angebote erhielten.
Ihr Leben, ihr Besuch in Ruanda im Jahr 2001, die Begegnung mit dem Mörder ihrer Angehörigen (einem ehemaligen Nachbarn) und ihre Bemühungen um Versöhnung wurden in dem Film Der Mörder meiner Mutter. Eine Frau will Gerechtigkeit von Martin Buchholz dokumentiert. Dieser Film wurde im Jahr 2003 mit dem Adolf-Grimme-Preis in der Kategorie „Spezial“ ausgezeichnet.
Am 30. September 2007 wurde Musayidire der Internationale Nürnberger Menschenrechtspreis verliehen. Die Laudatio hielt der damalige Sonderberichterstatter der Vereinten Nationen für Fragen des Rassismus, der Rassendiskriminierung, Fremdenfeindlichkeit und Intoleranz, Doudou Diène.
Im Mai 2015 strahlte der Sender ARD-alpha einen 45-minütigen Dokumentarfilm mit dem Titel Mein Stein spricht - Ruandas langer Weg zur Versöhnung aus, in dessen Mittelpunkt Eugénie Musayidires Geschichte stand.

## Publikationen
- Mein Stein spricht: Texte der Trauer, der Verzweiflung, des Zorns, der Anklage und des Protests über die Ermordung meiner Mutter während des Völkermords in Rwanda 1994. Horlemann, Bad Honnef 1999, ISBN 978-3-89502-106-0.